# الانتحار الفرنسي
الانتحار الفرنسي، هو كتاب سياسي كتبه الصحفي والكاتب الفرنسي إريك زمور، نشر في 1 أكتوبر 2014، وهو يناقش فكرة الانهيار التدريجي للدولة القومية الفرنسية منذ 1970، أثار الكتاب الجدل بعد نشره لكنه لاقى نجاحا كبيرا في المكتبات الفرنسية، ونال على جائزة كومبور في العام التالي.

## موضوع الكتاب
الكتاب مشكل من مجموعة من الأبواب تتمحور حول كل سنة منذ 1970ـ مع أبواب جانبية كل واحد منها حول حدث وقع تلك السنة، مع انتقاد الضعف التدريجي لقوة الدولة الفرنسية، الكتاب يهدف إلى إثبات التنازلات التدريجية للنخب الفرنسية لسيطرة الدولة على الاقتصاد والهجرة، أيضا ينتقد الكتاب التفكيك التدريجي للبلد على يد جيل مايو 1968 عن طريق ثلاثية «السخرية، التفكيك، التدمير» في كل جوانب النشاط الفرنسي.
وعن طريق الاستشهاد بالأغاني الرائجة كل حقبة وخطب الرؤساء الفرنسيين، فهو يرسم صورة عن نخبة سياسية وثقافية قامة بالتضحية بالسيادة الوطنية في كل المجالات، اقتصادية، اجتماعية، ثقافية وأيضا العائلية.

## التغطية الإعلامية والنجاح التجاري
حصل الانتحار الفرنسي غداة صدوره في المكتبات على تغطية إعلامية قوية ونجاح كبير، في 8 أكتوبر أسبوعا بعد صدوره نشرت أسبوعية لو بوان مقالا حول تفوق الكتاب على مذكرات رفيقة الرئيس الفرنسي فرانسوا أولاند، ويذكر المقال أنه يبيع 5000 نسخة في اليوم، وهذا يرجع للنشاط الإعلامي للكاتب في التلفزيون العمومي الفرنسي، يوم 16 أكتوبر نشرت لو فيغارو أن الكتاب باع 120000 نسخة وأن النسخ المطبوعة بلغت 280000 نسخة في أسبوعين، في شهر ديسمبر نقلت الصحافة أن الكتاب باع 400000 نسخة، بينما نقل موقع ميديابارت انه باع 294088 نسخة نقلا عن إحصائيات إيديستات.

## أراء النقاد
في صحيفة لوفيجارو قال عالم الاجتماع الفرنسي ماتيو بوك كوتي أن زمور «قام في كتابه بتسليط الضوء على معركة شرعية مع نظام انتفاضة 1968، برفضه الانخراط في تمجيده، مما جعله يدخل في تناقض مع الحقبة حتى بالتسويد أحيانا، وكذلك نوع من تمجيد الماضي حتى بنوع من المبالغة، لكن سنكون مخطئين لو  قللنا من شئن كتابه فهو يعبر عن انقسام سياسي حقيقي تم التغاضي عنه من طرف النخب اليسارية الليبرالية»
في لوموند كتب نيكولا تريونج «هذا الكتاب يتكلم عن تشضي وتذويب سيطرة الرجل الأبيض، 500 صفحة وأكثر لكشف «تحليل» و«تأنيث»  و«حب الآخر» و« كراهية الذات»، وقصف ثلاثية مايو 1968 (سخرية تفكيك وتدمير) التي دمرت القيم الموروثة (العائلة، الأمة، العمل، الدولة، المدرسة)، انتقد تريونج أسلوب الكاتب الموصوف بالكثيف، بينما وصف المحتوى بالدنائة والتضليل.

## الجدل